# Peter Erasmus Müller (forstmand)
 Der er flere personer med dette navn, se Peter Erasmus Müller.
Peter Erasmus Müller (født 25. oktober 1840 i København, død 5. oktober 1926 sammesteds) var en dansk forstmand og naturforsker, bror til Sophus Müller.

## Liv
Han var søn af direktør for Den Kongelige Mønt- og Medaillesamling Ludvig Müller og Eleonore V.F.G. Levetzau. Efter, at han 1856 havde taget præliminæreksamen, lærte han i et par år praktisk landvæsen og tog 1861 landbrugseksamen. Der efter optog han på ny sine af helbredshensyn afbrudte akademiske studier, blev student 1863, forstkandidat 1867, tog samme år filosofikum og vandt desuden samme år Københavns Universitets guldmedalje for en zoologisk afhandling, Danmarks Cladocera. I 1868 tiltrådte han en længere udenlandsrejse til Mellem- og Sydeuropa, særlig for at uddanne sig som forstmand, men benyttede samtidig et ophold i Schweiz til at studere de tilstedeværende søers krebsdyrsfauna.
I 1871 disputerede han for doktorgraden med Iagttagelser over nogle Siphonophorer, og det følgende år blev han udnævnt til lærer i skovbrug ved Landbohøjskolen, en stilling, han beklædte indtil 1882, da han trådte ind i administrationen som overførster ved statsskovene. Til overførsterstillingen var knyttet hvervet som kgl. jægermester, dvs. at han havde ansvaret for kongens og hoffets jagter. I 1883 blev han overinspektør ved Sorø Akademis skove, i 1884 medlem af Videnskabernes Selskab, foruden at i tidens løb en mængde andre tillidshverv har været ham betroede.

## Virke
Sin forstlige uddannelse fik han dels på 1. Sorø Skovdistrikt, dels på Landbohøjskolen, dels ved rejser i udlandet. Han har øvet stor indflydelse på det danske skovbrug, dels gennem sin undervisning, dels ved sin litterære virksomhed. På næsten alle skovbrugslærens områder indførte han et nyt grundlag for undervisningen, og dette var for driftslærens (skovdyrkningslærens) og skovbrugshistoriens vedkommende meget selvstændigt, for de øvrige tekniske og økonomiske dele af faget væsentligst hentet fra de nyeste tyske arbejder, mens den administrative side af skovbrugslæren lå ham fjernere. Da han følte, at de skovbrugsstuderende ikke fik en forberedende undervisning i plantefysiologi og almindelig økonomi (nationaløkonomi), gav han dem selv en kort fremstilling af det nødvendige på disse områder som indledning til henholdsvis driftslæren og industrilæren. Hans udmærkede evner som lærer gjorde sig især gældende ved ekskursioner, hvor han i høj grad åbnede elevernes øjne for naturens fremtoninger og disses årsagssammenhæng.
En kendelig indflydelse på dansk skovbrug udøvede han tillige ved at være den ledende ved en stor mængde møder og udstillinger, i kommissioner og udvalg vedrørende skovbrugsforhold, og ved hyppigt at være rådgiver for skovejere.
Endnu så sent som 1924 udsendte Müller gennem Videnskabernes Selskab et sidste større litterært arbejde: Bidrag til de jyske Hedesletters Naturhistorie, Karup Hedeslette og beslægtede Dannelser, hvis hovedresultat var dette, at de danske hedesletter må antages at henligge som direkte fortsættelse af den tundra, der opstod efter istiden, hvoraf igen følger, at de ikke har været skovbevoksede således, som de bakkede heder, hedekærene og brinkerne langs ådalene.

## Tidsskrift for Skovbrug
I 1875 påbegyndte han udgivelsen af Tidsskrift for Skovbrug som det danske skovbrugs første selvstændige organ, og lagde derved grunden til hele den senere skovbrugslitteratur. I dette tidsskrift offentliggjorde han resultaterne af sine forstlige undersøgelser, af hvilke især de, der vedrører skovens jordbund, har fået en gennemgribende indflydelse ved at påvise plantesamfundenes og det dertil knyttede dyrelivs indflydelse på jordskorpens tilstand, således blandt andet hededannelsen, alens (eller rødjordens) opståen som følge af den morrtørv, der dannes oven på jorden, og de tilsvarende fænomener i skoven. Også hans statistiske undersøgelser over Danmarks skovbrug fremdrog meget, som hidtil ikke var almindeligt erkendt, og bidrog stærkt til at udbrede forståelsen af skovbrugets fremgangsmåder og livsvilkår. Af hensyn til hede- og klitplantningen udførte han en plantegeografisk og til dels botanisk undersøgelse af bjergfyrren, hovedsagelig på en rejse til denne træarts hjemstavn i det sydlige Mellemeuropa. Sit tidsskrift fortsatte han indtil 1891 (i alt 12 bind), og idet han fra begyndelsen af gjorde det til et arkiv for originale danske undersøgelser, lykkedes det ham at fremkalde en række gode afhandlinger af et antal forfattere.

## Naturfredning
P.E. Müller var en pionér inden for naturfredning i Danmark. Som medlem af Naturhistorisk Forening blev han valgt til udvalget for naturfredning som han var medlem af i 1905-25 og formand for i 1912-17. Müller kom således til at spille en hovedrolle i tilblivelsen af den første naturfredningslov fra 1917. Allerede omkring århundredeskiftet var visse skovstrækninger blevet fredet på Müllers initiativ, fx Hald Egeskov og nogle gamle bøgebevoksninger på Farum skovdistrikt, og han var ihærdigt engageret i driften af Jægersborg Dyrehave, der hørte under hans overførsterinspektion.

## Hæder
Ud over, at Müller 1884 blev medlem af Videnskabernes Selskab, blev han æresmedlem af Svenska skogvårdsforeningen, af Danske Forstkandidaters Forening, det russiske forstkorps, og 1921 blev han udnævnt til æresdoktor ved Hochschule für Bodenkultur i Wien. Han blev Ridder af Dannebrogordenen 1881, Dannebrogsmand 1888, Kommandør af 2. grad 1892 og af 1. grad 1906 og modtog Storkorset 1911.

## Ægteskab
Müller blev gift 10. oktober 1874 i Garnisons Kirke med Augusta Sophie Thiele (7. juli 1851 i København – 29. marts 1928 sst.), datter af sekretær ved Kunstakademiet, senere direktør for Den Kongelige Kobberstiksamling Just Mathias Thiele og Hanne født Aagesen.
Han er begravet på Assistens Kirkegård.

## Forfatterskab
P.E. Müller havde et omfattende videnskabeligt forfatterskab, offentliggjort blandt andet i artikelserien "Studier over Skovjord" (1878—84), der udkom i det af ham udgivne Tidsskrift for Skovbrug. Blandt hans vigtigste forfatterskab kan nævnes:
- Bidrag til Gladocerernes Forplantningshistorie (1868)[1]
- De i Danmark hidtil fundne Phyllopoder (1873)[1]
- Om Vegetationsvandet (1876)[1]
- Studier over Skovjord (1879 og 1884; oversat til tysk og fransk)[1],
- Omrids af en dansk Skovbrugsstatistik (1881),
- Om Bjergfyrren. Et Forsøg i anvendt Plantegeografi (1887—89)[1],
- "Skovbruget" (i: Danmarks Statistik, 1887)[1],
- Skovbrugshistorie og Statistik, I, Danmark (autograferet forelæsning, 1882)[1],
- Forelæsninger over Skovdyrkningslære (autograferet 1882).
- Om Regnormenes Forhold til Rhizomplanterne (1894)[1]
- Bidrag til de jyske Hedesletters Naturhistorie, Karup Hedeslette og beslægtede Dannelser (1924)